# Huffman Prairie
Huffman Prairie, também conhecido como Huffman Prairie Flying Field ou Huffman Field é parte do Dayton Aviation Heritage National Historical Park de Ohio. O terreno de 84 acres (34 hectares) de pastagens, perto de Fairborn, e a Nordeste de Dayton, é o local onde os irmãos Wright levaram a cabo a difícil, e as vezes perigosa, tarefa de criar uma aeronave controlável e treinar a eles mesmos como pilotos. Muitos dos primeiros recordes na aviação foram estabelecidos por eles nesse local.

## Histórico
Os Wright começaram a usar Huffman Prairie em 1904, com a permissão do dono do terreno, o banqueiro Torrence Huffman. Sua localização próxima à linha férrea de Dayton facilitava o acesso. Os Wright fizeram cerca de 150 voos naquele campo entre 1904 e 1905, levando ao desenvolvimento do modelo Wright Flyer III, que eles consideraram ter sido a primeira aeronave realmente prático.
Em 1910, a Wright Company deslocou as suas operações de teste para o Huffman Prairie Flying Field, onde também passou a operar a sua Wright Flying School. Através da escola de pilotagem, a Wright Company treinou mais de cem pilotos, incluindo alguns do Wright Exhibition Team e alguns pioneiros da aviação militar, incluindo Henry H. "Hap" Arnold e Thomas DeWitt Milling. O United States Army Signal Corps comprou o campo em 1917, e junto com uma área adjacente de 2.000 acres (8 km²), o rebatizou de Wilbur Wright Field. Em 1948, a área se juntou com o vizinho Patterson Field para se tornar a Wright-Patterson Air Force Base.
O National Park Service, atualmente opera o local histórico onde os visitantes podem ver o local onde os Wright desenvolveram a primeira aeronave prática do Mundo, assim como réplicas do hangar e da catapulta de lançamento. A vegetação da área é mantida rasteira, simulando o pasto no qual os Wright realizaram seus primeiros voos, e uma área adjacente é mantida intacta em sua forma original, sofrendo queimadas controladas de tempos em tempos.
No local existe uma trilha onde os visitantes podem observar várias espécies de flores e arbustos nativos. A área do Huffman Prairie está localizada dentro da base da Força Aérea, com uma entrada separada e uma cerca separando-a da pista de pouso adjacente e outras modernas instalações da base.
A instalação associada, oHuffman Prairie Flying Field Interpretive Center, está localizado a 3,2 km do campo, perto do Wright Brothers Memorial, no topo de uma colina com vista para o Huffman Prairie e outras partes da base aérea. Essa instalação trata dos problemas específicos enfrentados pelos Wright quando desenvolviam a sua "máquina voadora", nos seus primeiros voos de demonstração nos Estados Unidos e na Europa, com a sua equipe de exibição, e com a sua fábrica em Dayton. Esse centro também ressalta a continuidade do legado dos irmãos Wright encampado no desenvolvimento da base aérea e nas pesquisas aeronáuticas lá realizadas.
O Huffman Prairie Flying Field foi designado como National Historic Landmark em 1990, e incluído como candidato à Patrimônio Mundial da Humanidade em 2008.  Em 1986, 109 acres da parte natural de Huffman Prairie foi dasignada como Área Natural de Ohio. Ele também faz parte da National Aviation Heritage Area.
- Réplica do hangar e da catapulta dos Wright de 1905 no Huffman Prairie.
- A grama do tipo Andropogon gerardii, nativa da região do Huffman Prairie.
- O Wright Memorial, no topo de uma colina com vista para o Huffman Prairie.
- Placa no centro de visitantes no National Park Service perto de Huffman Prairie.